# 炭廠村
炭廠村（英語：Tan Chong Tsuen），是香港新界葵涌的一條已清拆的村落，原址位於現今葵興路南端一帶。

## 歷史

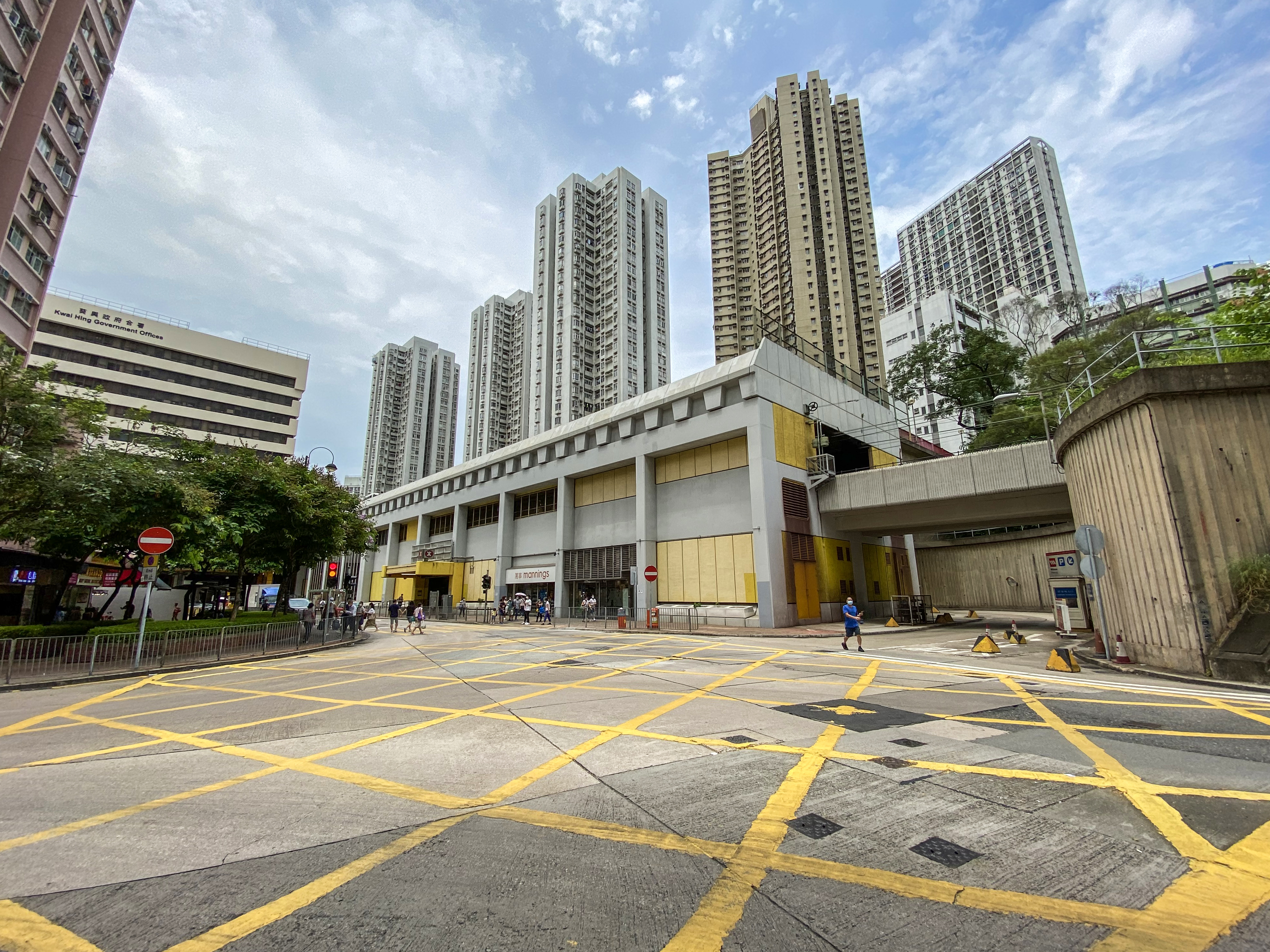
炭廠村的原址位於葵興路南端轉角處

大帽山南麓有河水經葵涌流出垃圾灣，是為大坑。炭廠村位於大坑西岸山邊。炭廠村是一條新界原居民村落，村的規模較小，只有約10多間向南的村屋，居民多為冼姓。該村隸屬於荃灣鄉事委員會，載於新界鄉議局編著的《新界原有鄉村名冊》，在1905年批出的集體官契中與圍乪村、橫龍仔同為登記於下葵涌的名下。
1960年代中，香港政府開發葵涌，炭廠村被清拆，周邊地皮發展成今日葵興站一帶的現代建築。